# João Sousa
João Sousa (født 30. marts 1989 i Guimarães) er en portugisisk professionel tennisspiller, bosiddende i byen Barcelona (Spanien).

## ATP-titler
- 2013 – Kuala Lumpur (Julien Benneteau, 2–6, 7–5, 6–4)
- 2015 – Valencia (Roberto Bautista Agut, 3–6, 6–3, 6–4)

## ATP-finalen
- 2014 – Båstad (Pablo Cuevas, 2–6, 1–6)
- 2014 – Metz (David Goffin, 4–6, 3–6)
- 2015 – Genève (Thomaz Bellucci, 6–7(4–7), 4–6)
- 2015 – Umag (Dominic Thiem, 4–6, 1–6)
- 2015 – Sankt Petersborg (Milos Raonic, 3–6, 6–3, 3–6)

## Grand Slam-resultater
| Turnering       | 2012 | 2013 | 2014 | 2015 |
| Australian Open | –    | 2r   | 1r   | 3r   |
| French Open     | 1r   | 2r   | 1r   | 2r   |
| Wimbledon       | –    | –    | 1r   | 1r   |
| US Open         | –    | 3r   | 2r   | 1r   |

Tegnforklaring:
- – = Ikke deltaget
- 1r = Slået ud i 1. runde
- 2r = Slået ud i 2. runde
- 3r = Slået ud i 3. runde
- 4r = Slået ud i 4. runde
- QF = Slået ud i kvartfinalen
- SF = Slået ud i semifinalen
- F = Tabende finalist
- W = Vinder

## Ekstern henvisning
- Wikimedia Commons har flere filer relateret til João Sousa
- João Sousas profil på Olympics.com (engelsk)
- João Sousas profil på Sports-Reference OL-resultater (arkiveret) (engelsk)
- João Sousas profil på Olympedia (engelsk)
- João Sousas profil hos ATP World Tour (engelsk)
- João Sousas profil hos ITF Tennis (engelsk)
- João Sousas profil hos Davis Cup (engelsk)
- João Sousas profil hos ITF Tennis (engelsk)